# Le Voyage dans la Lune (album)
Le voyage dans la lune (Viaggio sulla luna) è il sesto album del gruppo musicale francese di musica elettronica AIR.
Inizialmente annunciato dalla casa discografica EMI Music in uscita il 7 dicembre 2011, la pubblicazione è stata spostata al febbraio 2012.
L'album è la colonna sonora composta dal gruppo in occasione della proiezione al Festival di Cannes del 2011 del film di Georges Méliès, Viaggio nella Luna del 1902.

## Tracce
1. Astronomic Club - 4:09
2. Seven Stars (con Victoria Legrand) - 3:12
3. Retour sur terre - 4:42
4. Parade - 5:39
5. Moon Fever - 3:09
6. Sonic Armada - 6:52
7. Who Am I Now? (con Au Revoir Simone) - 6:15
8. Décollage - 4:02
9. Cosmic Trip - 3:06
10. Homme lune - 4:50
11. Lava - 5:51

## Formazione
- Nicolas Godin - sintetizzatore, basso
- Jean-Benoît Dunckel - sintetizzatore